# 鞠花ゆめ
鞠花 ゆめ（まりか ゆめ、6月16日 - ）は、宝塚歌劇団花組に所属する娘役。
埼玉県熊谷市、県立熊谷女子高校出身。身長158cm。愛称は「ゆめ」。

## 主な舞台

### 初舞台
2006年3 - 5月、宙組『NEVER SAY GOODBYE -ある愛の軌跡-』（宝塚大劇場のみ）

### 花組時代
2006年6 - 10月、『ファントム』団員女、新人公演:オペラ座のダンサー（本役:遼かぐら）
2007年2 - 5月、『明智小五郎の事件簿-黒蜥蜴（トカゲ）』新人公演:少年探偵団浮浪児（小野寺）（本役:初姫さあや）『TAXEDO JAZZ（タキシード ジャズ）』
2007年7 - 8月、『ハロー！ダンシング』（宝塚バウホール）
2007年9 - 12月、『アデュー・マルセイユ』『ラブ・シンフォニー』
2008年2月、『メランコリック・ジゴロ』『ラブ・シンフォニーⅡ』（中日劇場）
2008年5 - 8月、『愛と死のアラビア』『Red Hot Sea』
2008年10月、『銀ちゃんの恋』（梅田芸術劇場、日本青年館）焼肉屋の女店主
2009年1 - 3月、『太王四神記』新人公演:クカ（本役:花蝶しほ）
2009年9 - 11月、『外伝 ベルサイユのばら-アンドレ編-』新人公演:侍女『EXCITER!!』
2009年12 - 2010年1月、『相棒』（梅田芸術劇場、日本青年館）
2010年3 - 5月、『虞美人』新人公演:紅林（こうりん）（本役:桜咲彩花）
2010年7 - 10月、『麗しのサブリナ』『EXCITER!!』
2010年11 - 12月、『CODE HERO/コード・ヒーロー』（宝塚バウホール、日本青年館）テレサ
2011年2 - 4月、『愛のプレリュード』『Le Paradis!!（ル パラディ）』
2011年6 - 9月、『ファントム』新人公演:フルール（団員女）（本役:月野姫花）
2011年10 - 11月、『カナリア』（梅田芸術劇場、日本青年館）
2012年1 - 3月、『復活-恋が終わり、愛が残った-』新人公演:ワシーヴァナ夫人（本役:桜一花）『カノン』
2012年5月、『近松・恋の道行』（宝塚バウホール、日本青年館）楓
2012年7 - 10月、『サン=テグジュペリ』新人公演:シモーヌ（本役:花野じゅりあ）『CONGA（コンガ）!!』
2013年2 - 5月、『オーシャンズ11』新人公演:テレサ（本役:梅咲衣舞）
2013年6 - 7月、『戦国BASARA』（東急シアターオーブ）
2013年8 - 11月、『愛と革命の詩（うた）-アンドレア・シェニエ-』『[Mr.Swing!』
2014年2 - 5月、『ラスト・タイクーン-ハリウッドの帝王、不滅の愛-』マーサ・ドッド『TAKARAZUKA ∞ 夢眩』
2014年6 - 7月、『ノクターン-遠い夏の日の記憶-』（宝塚バウホール）ヴェロニカ
2014年8 - 11月、『エリザベート』女官
2015年1月、『風の次郎吉-大江戸夜飛翔-』（梅田芸術劇場、日本青年館）菊乃師匠
2015年3 - 6月、『カリスタの海に抱かれて』『宝塚幻想曲（タカラヅカ ファンタジア）』
2015年7 - 8月、『スターダム』（宝塚バウホール）イヴォンヌ
2015年10 - 12月、『新源氏物語』中務の君『Melodia-熱く美しき旋律-』
2016年2 - 3月、『For the people-リンカーン 自由を求めた男-』（梅田芸術劇場、KAAT神奈川芸術劇場）コレッタ
2016年4 - 7月、『ME AND MY GIRL』チーフメイド
2016年9月、『アイラブアインシュタイン』（宝塚バウホール）リーゼル
2016年11月 - 2017年2月『雪華抄（せっかしょう）』『金色（こんじき）の砂漠』奴隷 ルババ
2017年3 - 4月、『MY HERO』（TBS赤坂ACTシアター、梅田芸術劇場）モモコ・グレース
2017年6 - 8月、『邪馬台国の風』イズ『Sante!!』
2017年10月、『はいからさんが通る』（梅田芸術劇場）如月
2018年1 - 3月、『ポーの一族』レダ/エレン
2018年5月、『あかねさす紫の花』（博多座）早蕨『Sante!!』
2018年7 - 10月、『MESSIAH-異聞・天草四郎-』みね『BEAUTIFUL GARDEN-百花繚乱-』
2018年11 - 12月、『メランコリック・ジゴロ』カティア『EXCITER!!2018』
2019年2 - 4月、『CASANOVA』カーミラ
2019年6 - 7月、『花より男子』（TBS赤坂ACTシアター）浅井百合子
2019年8 - 11月、『A Fairy Tale-青い薔薇の精-』女教師『シャルム！』
2020年1月、『マスカレード・ホテル』（梅田芸術劇場、日本青年館）森川寛子
2020年7 - 11月、『はいからさんが通る』如月
2021年1 - 2月、『NICE WORK IF YOU CAN GET IT』（東京国際フォーラム、梅田芸術劇場）
2021年4 - 7月、『アウグストゥス-尊厳ある者-』アティア『Cool Beast!!』
2021年8 - 9月、『哀しみのコルドバ』パウラ『Cool Beast!!』＊予定
2021年11月 - 2022年2月、『元禄バロックロック』『The Fascination（ザ ファシネイション）』＊予定